# Лейкв'ю (Мічиган)
Лейкв'ю (англ. Lakeview) — селище (англ. village) в США, в окрузі Монткам штату Мічиган. Населення — 1024 особи (2020).

## Географія
Лейкв'ю розташований за координатами 43°26′26″ пн. ш. 85°16′17″ зх. д. / 43.44056° пн. ш. 85.27139° зх. д. (43.440592, -85.271314).  За даними Бюро перепису населення США в 2010 році селище мало площу 4,86 км², з яких 3,95 км² — суходіл та 0,91 км² — водойми.

## Демографія
Згідно з переписом 2010 року, у селищі мешкало 1007 осіб у 438 домогосподарствах у складі 259 родин. Густота населення становила 207 осіб/км².  Було 499 помешкань (103/км²).
Расовий склад населення:
| - 96,3 % — білих - 0,6 % — азіатів - 0,4 % — корінних американців - 0,4 % — чорних або афроамериканців - 0,2 % — вихідців з тихоокеанських островів |

До двох чи більше рас належало 1,9 %. Частка іспаномовних становила 2,6 % від усіх жителів.
За віковим діапазоном населення розподілялося таким чином: 23,1 % — особи молодші 18 років, 55,4 % — особи у віці 18—64 років, 21,5 % — особи у віці 65 років та старші. Медіана віку мешканця становила 41,3 року. На 100 осіб жіночої статі у селищі припадало 85,8 чоловіків;  на 100 жінок у віці від 18 років та старших — 75,5 чоловіків також старших 18 років.
Середній дохід на одне домашнє господарство  становив 40 947 доларів США (медіана — 27 986), а середній дохід на одну сім'ю — 49 399 доларів (медіана — 35 781). Медіана доходів становила 44 107 доларів для чоловіків та 26 339 доларів для жінок. За межею бідності перебувало 36,0 % осіб, у тому числі 55,6 % дітей у віці до 18 років та 9,1 % осіб у віці 65 років та старших.
Цивільне працевлаштоване населення становило 395 осіб. Основні галузі зайнятості: освіта, охорона здоров'я та соціальна допомога — 20,5 %, роздрібна торгівля — 20,3 %, науковці, спеціалісти, менеджери — 12,7 %, виробництво — 10,6 %.